# چاریلائوس تریکوپیس
چاریلائوس تریکوپیس (یونانی: Χαρίλαος Τρικούπης؛ ۱۱ ژوئن ۱۸۳۲ – ۳۰ مارس ۱۸۹۶) یک سیاست‌مدار اهل یونان بود.